# Station Sittingbourne
Sittingbourne is een spoorwegstation van National Rail in Sittingbourne, Swale in Engeland. Het station is eigendom van Network Rail en wordt beheerd door Southeastern. 